# Maria Wodzicka
Maria Wodzicka z domu Dunin Borkowska herbu Łabędź (ur. 31 marca 1901 w Klimaszówce, zm. 24 lipca 1968 w Wellington) – polska działaczka społeczna. Żona Kazimierza Antoniego Wodzickiego. Czynnie wspierała polskich żołnierzy i ludność cywilną w czasie II wojny światowej. Jej największym osiągnięciem było przekonanie, wspólnie z mężem, władz Nowej Zelandii do przyjęcia polskich uchodźców z Iranu (733 dzieci i ich 102 opiekunów) w 1944 r., których umieszczono w tymczasowym Obozie Polskich Dzieci w Pahiatua.
W 1954 r. przyjęła obywatelstwo Nowej Zelandii.

## Dzieciństwo i młodość
Maria Dunin-Borkowska przyszła na świat 31 marca 1901 r. w Klimaszówce w rodzinie ziemiańskiej. Jej rodzice, Kalikst i Maria z Wołowskich, posiadali majątek ziemski. Maria uczęszczała do szkoły w Kijowie, ale w wyniku niepokojów w Rosji i zniszczenia majątku, przeprowadziła się z rodzicami do Krakowa i dokończyła edukację w Zakopanem. Jej studia na Uniwersytecie Jagiellońskim przerwał wybuch wojny polsko-bolszewickiej. Podczas niej służyła na froncie w oddziale Polskiego Czerwonego Krzyża. W 1923 r. uzyskała dyplom studiów gleboznawczych, następnie zaś pracowała w charakterze asystentki w laboratorium uniwersyteckim.
9 lutego 1928 r. poślubiła dr. Kazimierza Antoniego Wodzickiego, pracownika Zakładu Anatomii Porównawczej UJ. Małżonkowie brali aktywny udział w życiu kulturalnym i towarzyskim Krakowa, a wolny czas spędzali m.in. uprawiając taternictwo i jazdę na nartach. Ze związku Kazimierza i Marii narodziło się dwoje dzieci – Maria Monika (ur. 1929) oraz Antoni (ur. 1934). W połowie lat 30. Maria Wodzicka przeprowadziła się z nimi do Rabki.

## Emigracja
Po wybuchu II wojny światowej, w obawie przed zbliżającym się frontem, wyjechała z Rabki z dziećmi do Olejowa, posiadłości rodowej męża. Kazimierz dołączył do rodziny po kilkudziesięciodniowej podróży z Warszawy. Wodziccy powrócili do Rabki w listopadzie, natomiast w grudniu jej mąż wyjechał do Włoch. Na przełomie 1939/40, posiadając doświadczenie taternicze, Maria zaangażowała się w działalność ruchu oporu i pomagała uciekinierom z Polski przedostać się przez góry do Węgier i Rumunii. Na początku 1940 r. wyjechała z kraju z dziećmi po otrzymaniu wiz wyjazdowych, które Wodzicki uzyskał, pracując w Rządzie Polskim we Francji i dołączyła do niego w Angers. Przed upadkiem Francji przedostali się do Anglii, zaś pod koniec 1940 r. jej mąż otrzymał stanowisko konsula generalnego w nowo utworzonym konsulacie polskim w Nowej Zelandii. Wodziccy przybyli do Wellington w kwietniu 1941 r. Kilka miesięcy później Maria została delegatem Polskiego Czerwonego Krzyża.

### Działalność społeczna
W Nowej Zelandii Maria Wodzicka, wspierana przez męża, angażowała się w pomoc polskim żołnierzom walczącym na frontach II wojny światowej, jak również polskiej ludności cywilnej. Organizowała zbiórki darów wśród Nowozelandczyków, prowadziła odczyty o sytuacji żołnierzy i współpracowała z wieloma towarzystwami charytatywnymi. W grudniu 1941 r., po swojej przemowie w Palmerston North, zainspirowała nowozelandzkie kobiety biorące udział w spotkaniu do założenia Polish Army League. Liga niosła pomoc materialną Armii Polskiej na Wschodzie, a wiele kobiet korespondowało z wojskowymi, podnosząc ich na duchu.
9 czerwca 1943 r. wizytowała amerykański transportowiec wojsk USS „Hermitage”, na którego pokładzie znajdowało się ponad 700 polskich uchodźców z Iranu, w tym 300 dzieci. Zmierzali oni do Meksyku, gdzie tamtejsze władze przygotowywały dla nich obóz tymczasowy w Santa Rosa. Wodzicka, przejęta losem rodaków, zaapelowała do mieszkańców Wellington o pomoc materialną dla Polaków ze statku, ponadto włączając do akcji pomocowej również stowarzyszenia charytatywne i skautów. Zbiórka zakończyła się sukcesem. W krótkim czasie organizatorzy zdołali zgromadzić pokaźną ilość odzieży, obuwia, leków i zabawek, co potwierdza wpis w dzienniku Henryka Stebelskiego, jednego z pasażerów, o „15 skrzyniach prezentów”. Mimo odpłynięcia USS „Hermitage” 11 czerwca, dary spływały jeszcze przez kilka dni.
W drugiej połowie 1943 r. rozpoczęła działania na rzecz przyjęcia przez Nową Zelandię części polskich dzieci z Iranu. Współpracowała w tej sprawie z Janet Fraser, żoną premiera Nowej Zelandii, prowadząc kampanię informacyjną w prasie. W listopadzie parlament kraju zgodził się przyjąć kilkuset małych Polaków, a w trakcie rozmów między premierem Peterem Fraserem, Kazimierzem Wodzickim i rządem polskim w Londynie ustalone zostały szczegóły przyjazdu uchodźców. Grupa dzieci dotarła do Wellington, płynąc początkowo na brytyjskim okręcie handlowym „Sontay” do Indii, a następnie na amerykańskim statku wojennym USS „General George M. Randall”. 1 listopada 1944 r. 733 dzieci i 102 osoby personelu zostały osiedlone w tymczasowym Obozie Polskich Dzieci w Pahiatua.

## Śmierć
Maria Wodzicka zmarła 24 lipca 1968 r. w Wellington. Dwa dni później została pochowana na tamtejszym cmentarzu Cmentarz Karori.

## Odznaczenia
5 września 2011 r. Prezydent RP Bronisław Komorowski przyznał pośmiertnie Kazimierzowi i Marii Wodzickim Krzyż Komandorski Orderu Odrodzenia Polski „za wybitne zasługi w działalności na rzecz niesienia pomocy polskim uchodźcom, dzieciom osieroconym na Syberii”. Odznaczenie odebrał ich wnuk, Michał Wodzicki.

## Publikacje
- Mapa odczynu gleb gospodarstwa doświadczalnego Uniw. Jagiell. w Mydlnikach[15] (1930)
- Badania agrochemiczne nad glebami Kleczy Górnej[16] (1931)
- O udziale wapnia w sumie zaabsorbowanych zasad w niektórych kwaśnych glebach woj. krakowskiego[17] (1936)
- Poland to-day and to-morrow. Some aspects of post-war reconstruction[18] (1946)